# Arts of the Working Class
Arts of the Working Class, abweichende Titel wie Künste der Arbeiterklasse und Arti della classe lavoratrice oder  Iskusstvo rabočego klassa und Arts de la Classe Ouvrière, ist – entsprechend ihrem deutschsprachigen Titel – eine Zeitschrift für die Künste der Arbeiterklasse. Die rund 35 cm hohen Wendehefte enthalten neben englischsprachigen Beiträgen teils auch solche in Chinesisch, Italienisch, Deutsch oder Russisch. Vertrieben wird das Kunstmagazin in verschiedenen Ländern wie zum Beispiel Ecuador oder Finnland in Buchhandlungen oder Zeitschriftenläden oder von Menschen auf der Straße. Die meisten Hefte wurden 2019 in Berlin und London ausgegeben.
Die Hefte sind Ausdruck einer Gegenbewegung gegen die Exklusionsmechanismen überteuerter Hochglanzmagazine „auf den Coffee Tables der Privilegierten“. Produziert von Menschen des „Kunstprekariats“ gemeinsam mit den beworbenen Künstlern, werden The Arts of the Working Class an Obdachlose, Studenten, Praktikanten und Menschen mit geringer Bezahlung zum Weiterverkauf verschenkt. Der Ladenpreis liegt mit 3,50 Euro höher als der Preis im Straßenverkauf von 2,50 Euro (Stand 2019).
Das Magazin mit Themenschwerpunkten wie etwa „Every Billionaire is a Policy Failure“ oder, wie in The Food Issue „Bite the hand that feeds you“, thematisiert Probleme der Gesellschaft und vor allem die „ungerechten ökonomischen Verhältnisse im Kunstbetrieb“.
Gründer des Periodikums waren María Inés Plaza Lazo und Pauł beziehungsweise Paweł Sochacki, die heute (Impressum der Ausgabe 19) gemeinsam mit Alina Kolar als Herausgeber und Redakteure fungieren. Diese können – und wollen – nicht ehrenamtlich arbeiten. Anzeigen, die die Hefte mitfinanzieren, weisen oftmals auf Ausstellungen hin. Die „ungewöhnliche gemeinnützige Unternehmergesellschaft“ findet sich zudem auch vielfach „in der Warteschleife von unterschiedlichen Förderanträgen“ wieder.
Die Journalistin Elisabeth Wellershaus hat im Jahr 2018 unter der Überschrift  Worlds of Homelessness / Kunst für alle mit den Redakteurinnen Alina und Maria ein Interview über die „Straßenzeitung für Armut, Reichtum und Kunst“ geführt, deren Text das Goethe-Institut auf seiner Webseite goethe.de (siehe im Abschnitt Weblinks) unter der Lizenz CC BY-SA 3.0 DE zur Förderung des Freien Wissens online gestellt hat.
Das anfangs im Selbstverlag, seit 2018 bei der Reflector Monde gUG in Berlin erscheinende Blatt wird vom Bundesverband Bildender Künstlerinnen und Künstler (BBK) im Sonderförderprogramm Neustart Kultur durch die Beauftragte der deutschen Bundesregierung für Kultur und Medien unterstützt.